# Nikolai Alexejewitsch Rynin

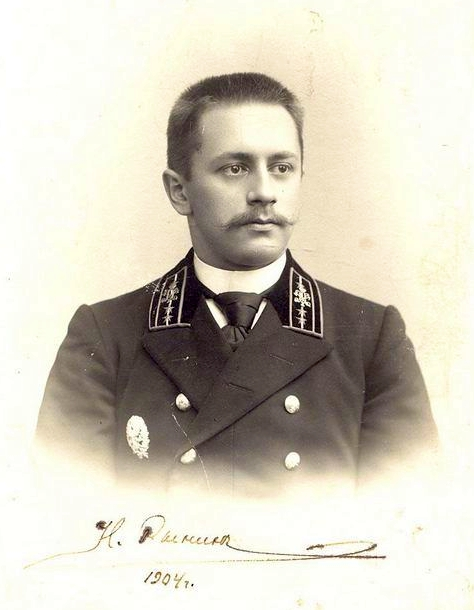
Rynin 1904

Nikolai Alexejewitsch Rynin (russisch Николай Алексеевич Рынин; * 11. Dezemberjul. / 23. Dezember 1887greg. in Moskau; † 28. Juli 1942 in Kasan) war ein russischer Professor, Raumfahrtingenieur und Autor auf dem Gebiet der Luft- und Raumfahrt und Prä-Astronautik. Er war neben Konstantin Ziolkowski einer der sowjetischen Raumfahrtpioniere.

## Leben
Bevor Rynin 1906 mit Forschungen in der Luftfahrt und der bemannten Raumfahrt begann, arbeitete er als Ingenieur im Gleis- und Tiefbau. Rynin lehrte als Professor am Sankt Petersburger Eisenbahninstitut. Während seiner Forschungen auf dem Gebiet der Luft- und Raumfahrt betätigte er sich auch als Luftschiff- und Flugzeugpilot. Rynin war Mitglied des in Breslau gegründeten Vereins für Raumschiffahrt.
Nach Rynin ist der gleichnamige Krater auf dem Mond benannt.

## Werke
In einer Ausgabe des Magazins «Былое» (Vergangenheit) veröffentlichte Rynin im April 1918 Nikolai Iwanowitsch Kibaltschitschs Theorie, bemannte Raumfahrzeuge mittels Schwarzpulver anzutreiben. In den Jahren 1928 bis 1932 verfasste er die neunteilige Enzyklopädie Межпланетные сообщения (Interplanetare Flüge und Kommunikation). Es war lange Zeit die umfangreichste und größte ihrer Art.
1. Legenden und frühe Fantasien
2. Raumfahrzeuge in Zukunftsromanen
3. Zukunftsromane und wissenschaftliche Projekte
4. Raketen
5. Theorie des Raketenantriebs
6. Fantastische Luftfahrt
7. Leben und Schriften des Konstantin Eduardowitsch Ziolkowski
8. Theorie des Raumfluges
9. Astronavigation

Diese Enzyklopädie ist heute in englischer Sprache über die NASA verfügbar.